# Boryzops purissima
Boryzops purissima är en fjärilsart som beskrevs av Dyar 1911. Boryzops purissima ingår i släktet Boryzops och familjen nattflyn. Inga underarter finns listade i Catalogue of Life.